# Lamidat de Rey-Bouba

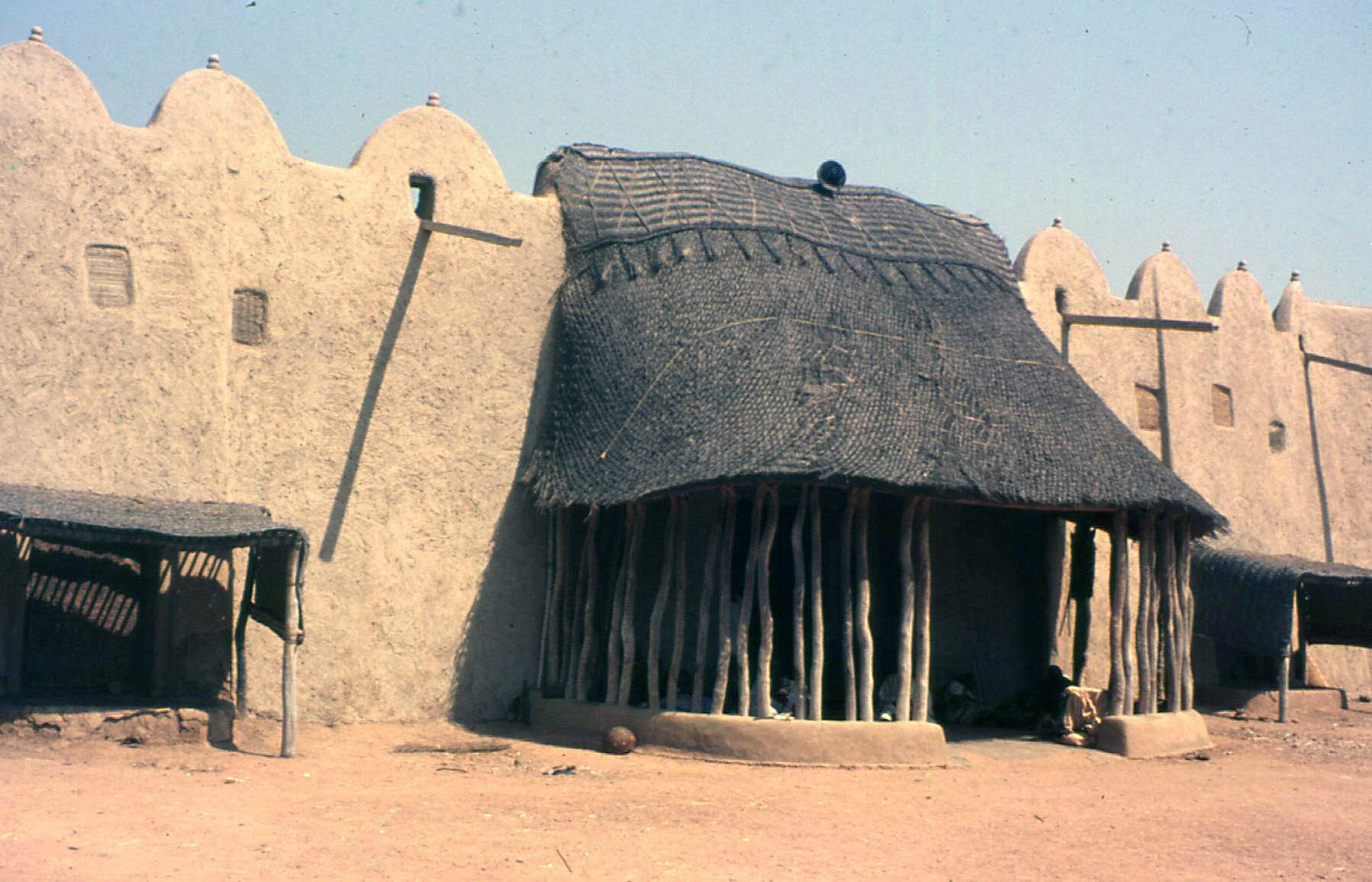
Palais de Rey-Bouba en janvier 1974.

Le lamidat de Rey-Bouba est une chefferie traditionnelle située au Cameroun dans la commune de Rey-Bouba, une localité de la région du Nord du Cameroun, dans le département du Mayo-Rey. Le 18 avril 2006, le site est inscrit par l'UNESCO sur la liste indicative du patrimoine mondial. 

## Géographie

### Localisation
Le Lamidat se situe dans la région du Nord du Cameroun. Ses coordonnées géographiques sont les suivantes : Longitude : 8° 40′ 10,9″ N, 14° 10′ 43,37″ E. Il se situe dans la région des Foulbés

### Voies de communications
L'accès au lamidat se résume à des pistes très peu entretenues. Partant de la ville de Garoua, le chemin le plus accessible nécessite un passage par le côté Nord du barrage de Lagdo qui dessert la région de Rey-Bouba.

## Histoire
Le Lamidat de Rey-Bouba est construit sous le règne de Bouba Ndjidda (1798 - 1866) durant la période allant de 1805 à 1808. Ce premier souverain connu du Lamidat est originaire de la région du Mali. Lui et ses guerriers Peuls s'installent au bord de la rivière du Mayo-Rey. La tradition orale indique qu'il possède alors un étendard blanc, un tambour d'argent, une épée et un panier contenant des secrets royaux. En règle générale, le Lamido ne se déplace pas sans les attributs sus-cités.

## Structure
Il s'agit d'un palais construit sur une superficie d'environ cinq hectares et entouré d'un mur d'enceinte d'une hauteur d'environ sept mètres. Le palais se compose de cours, de jardins potagers et de plusieurs quartiers parmi lesquels ceux du Lamido. Le palais royal qui est la principale structure du Lamidat se constitue d'une grande muraille de huit cents mètres de long, sept mètres de haut avec une épaisseur de 1,5 m à la base et 0,5 m au sommet. Cette grande muraille comporte six portes qui permettent les entrées et les sorties du palais. L'entrée principale donne accès à l'une des trois structures importantes du palais. Ces trois bâtisses jouent le rôle de salle d'audience du Lamido et de salle de distribution pour les quartiers du Lamidat. La salle d'audience sert aussi de salle d'attente pour les notables les plus proches du Lamido. Quant à la salle de distribution, c'est le lieu des activités quotidiennes du souverain. La première enceinte est le lieu de résidence du Lamido. La deuxième enceinte est le lieu de résidence des notables les plus proches du Lamido, des enfants majeurs de celui-ci, des responsables de la défense et de l'élevage. Le Lamidat se compose principalement de grands boukarous qui servent de réserves ou de magasins. Ces boukarous sont construits de terre et de paille.

### Répartition géographique des différents sites
Cette répartition géographique permet au Lamido de mieux contrôler les activités économiques du Lamidat. chacune des zones économiques est contrôlée par les dougaris qui sont les percepteurs d'impôts personnels du souverain. Les différentes zones économiques sont les suivantes:
- La zone de Touboro, une frontière avec le lac Tchad ;
- la Zone de Baïboum en frontière avec la République Centrafricaine ;
- la Zone de Madigrim ;
- La zone de Tcholliré.

## Population
La population vivant dans le palais se compose d'un personnel administratif, des serviteurs et des invités de marques. La population actuelle s'estime à environ 55000 habitants. Le royaume réunit une vingtaine de groupes ethniques.

### Polygamie
La polygamie est pratiquée par l'ensemble des habitants et obligatoire pour les lamibé, qui peuvent épouser cinquante femmes. Cette pratique est facilitée au niveau royal par le fait que le souverain choisit ses femmes parmi les filles de ses sujets. Une règle principale dans cette pratique est le choix d'une femme d'une ethnie différente de la sienne, cela favorise un brassage cosmopolite. Néanmoins le divorce est admis et très récurrent parmi les habitants.
Listes des différents souverains
- Bouba Jama'a (1901 - 1945)[6]
- Bouba Ahmadou  (1945 - 1973)
- Abdoulaye Amadou (1975-2004)
- Moustafa Abdoulaye (2004-2006)
- Aboubakary Abdoulaye (2006-

## Culture et patrimoine

### Administration du Lamidat
Le Lamidat de par son administration constitue une organisation au pouvoir centralisé sous le contrôle du Lamido. Cette organisation se décline comme suit:
- Le Lamido trône à la tête du Lamidat. Il combine le pouvoir de chef de terre, de guide spirituel et préside les destinées du Lamidat. Il détermine la qualité de l'impôt et constitue le dernier recours juridique sur son territoire. Sa responsabilité sur l'ensemble du système social est absolue.
- En dessous du Lamido, on trouve le conseil des dignitaires (faada). Il s'agit du gouvernement du Lamidat, avec un premier ministre (le Wadjiri), le ministre des affaires d'intérêts communs, le ministre de l'agriculture (le bounou), le ministre du commerce (le  Sarki Siniki), le ministre de la justice.
- On trouve aussi les dignitaires aux fonctions spécifiques tels le chef des écuries (le Samaki), le chef des gardes (le Sarki Dogari), le chef des portiers (le Kofa), le représentant des Foulbés auprès du Lamido (le Galdima), l'imam et chef de la mosquée (le Saarkifaada).
- D'autres personnalités remplissent certaines autres fonctions spécifiques telles le chef de service de renseignements, le chef de l'escorte du Lamido, le responsable des logements, le chef des pêcheurs et des piroguiers.

Le Lamido peut se faire représenter dans certaines activités par les lawan ou dogaris et par les djaouro. Son représentant est chargé de la gestion des incidents mineurs dans les villages placés sous l'autorité du Lamido, Djaoro pour les villages Foulbé et Arnado pour les villages païens. Certains dignitaires (les hiiroobe) de la cour d'origine Peuls et appartenant au conseil Peul sont choisis comme compagnie de soir au palais du Lamido.

### Infrastructures
Le village comporte des logements chargés d'accueillir les différents hôtes et autres invités de marque. 

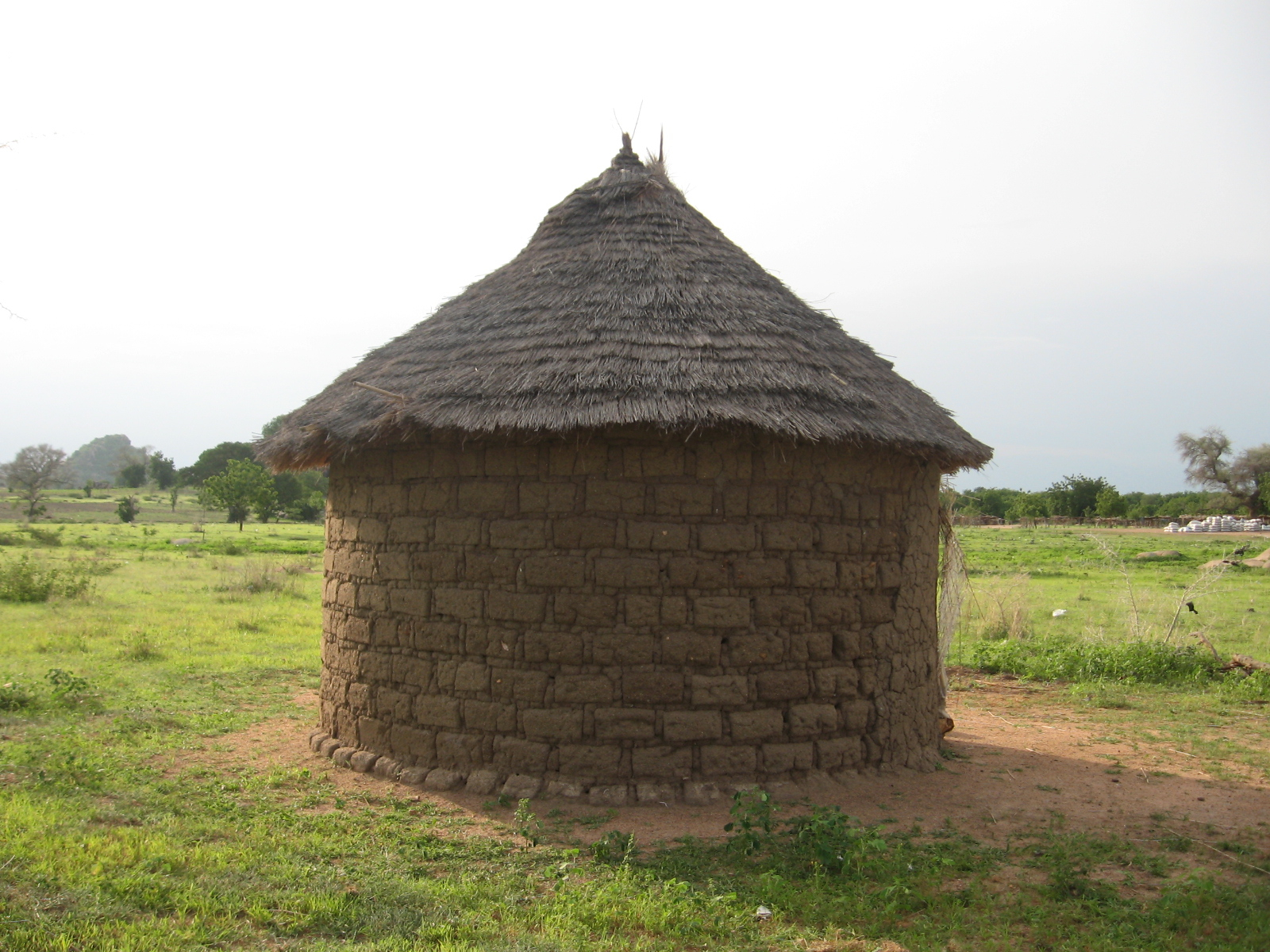
Case au Nord du Cameroun.

### Activités
Les activités pratiquées dans le Lamidat tournent autour de l'artisanat, de l’élevage et du stockage des denrées alimentaires.

### Politique
Deux formations politiques se disputent la prédominance dans la commune de Rey-Bouba ; il s'agit du RDPC et de l'UNDP, nés de la défunte Union Nationale du Cameroun (UNC). Les structures d'encadrement  de l'UNDP et du RDPC au Lamidat ne présentent pas de différences fondamentales. L'aristocratie traditionnelle de Rey-Bouba fut dans un premier temps réticente à s'engager dans les partis politiques;  seul le Lamido appartenait au bureau politique du RDPC. Par la suite, le lamido ainsi que les habitants sont  devenus majoritairement membres du Rassemblement démocratique du peuple camerounais (RDPC), le parti au pouvoir. En effet, lors des élections législatives du 1er mars 1992, l'UNDP remporta les trois sièges en lice dans la circonscription électorale du Mayo Rey à laquelle est rattaché le Lamidat de Rey-Bouba. Le Lamido, voyant en cette défaite du RDPC une défaite personnelle intime, déclara les élus de l'UNDP persona non grata dans le territoire sous son contrôle. Ceci permit un changement profond lors des futures échéances législatives. En conséquence le parti au pouvoir (RDPC) connut une victoire dans la région lors des élections législatives du 30 juin 2002. Depuis, plusieurs personnalités politiques se rendent occasionnellement au Lamidat de Rey-Bouba. On peut citer, à titre illustratif, la visite du Chef de l’État du Cameroun Paul Biya le 23 mai 2003. Néanmoins dans le reste du pays, les relations du Lamido avec l'exécutif camerounais sont souvent mal perçues par les autres militants du RDPC.

## Polémiques

### Droits de l'homme
Bien qu'étant une localité de la région du Nord Cameroun, la gestion du Lamidat repose sur des pratiques jugées du Moyen Âge. Ces pratiques posent en général un problème sur les droits de l'homme dans cette région du Cameroun. Cela se traduit par le prélèvement des impôts sur le bétail au profit du Lamido, la construction d'une prison privée et la présence de miliciens au service du Lamido. Plusieurs citoyens camerounais croupissent dans cette prison privée en dépit des interventions des associations de défense des droits de l'homme.  Durant les périodes des élections, les bureaux de vote sont placés sous le contrôle des hommes de main du Lamido. Ceux-ci s'assurent que les électeurs votent selon les consignes du Lamido : en effet, les électeurs doivent ramener les bulletins des autres candidats afin de prouver l'authenticité de leur vote.
Récit sans rapport avec le contexte actuel

### Filmographie
- Le Lamido de Rey Bouba, Faut pas rêver, France 3,  20 avril 1990, 11 min 11 s, (archives de l'INA )